# 4AD Records
4AD (4AD Records) — британский музыкальный инди-лейбл, специализирующийся на независимой и альтернативной музыке, основанный Иво Уоттс-Расселом и Питером Кентом в 1980 году. 
4AD теперь входит в Beggars Banquet Records, наряду с другими независимыми лейблами Matador, Rough Trade, XL. История лейбла подробно описана Мартином Астоном в Facing The Other Way, выпущенной в 2013 году.

## История
Лейбл 4AD был основан в 1979 году Иво Уоттс-Расселом (англ. Ivo Watts-Russell) и Питером Кентом (англ. Peter Kent) при финансовой поддержке лейбла Beggars Banquet Records. Первым названием было Axis Records.
В 1980 году Кент покинул 4AD, чтобы основать собственный лейбл «Situation Two Records». Немного позже Иво Уоттс-Рассел начал сотрудничать с художником Воэном Оливером (англ. Vaughan Oliver), чьи самобытные работы хорошо вписывались в музыкальную атмосферу альбомов, выходивших в то время на 4AD.
К середине 1980-х годов лейбл приобрёл международную известность, и его визитной карточкой стала музыка таких групп, как Birthday Party, Cocteau Twins и Dead Can Dance.
Во второй половине 1980-х годов продукция 4AD диверсифицировалась за счёт альтернативного рока, представленного на лейбле такими группами, как Throwing Muses, Pixies, Lush.
В начале 1990-х годов был открыт филиал 4AD в Лос-Анджелесе (США). В 1999 году Иво Уоттс-Рассел продал свою долю в 4AD в выросшую из Beggars Banquet Records фирму «Beggar’s Group».
Самым большим коммерческим успехом 4AD стал, к удивлению, сингл 1987 года «Pump Up The Volume» группы M/A/R/R/S, выдержанный в стиле хаус/техно.

## Артисты, выпускающиеся на лейбле
|  | - The Birthday Party - Blonde Redhead - The Breeders - Celebration - Tanya Donelly - 50 Foot Wave (за исключением США) - The Late Cord - Lisa Gerrard - Rachel Goswell - Neil Halstead - Kristin Hersh - The Hope Blister - Tune-Yards - Ariel Pink’s Haunted Graffiti - The National | - Bon Iver (только в Европе) - Jóhann Jóhannsson - Daughter - Magnétophone - Cass McCombs (за исключением США и Канады) - Minotaur Shock - Mojave 3 - The Mountain Goats - Brendan Perry - Emma Pollock - Sybarite - TV on the Radio (за исключением США и Канады) - Scott Walker - Efterklang - M. Ward (за исключением США и Канады) - Wolf & Cub (за исключением Австралии и Новой Зеландии) - Big Theif - Aldous Harding |

## Артисты, ранее выпускавшиеся на лейбле
|  | - Air Miami - The Amps - A R Kane - Daniel Ash & Glenn Campling - Tom Baril - Bauhaus - Bearz - Belly - Heidi Berry - Bettie Serveert - The Birthday Party - Frank Black - Майкл Брук - Harold Budd/Elizabeth Fraser/Robin Guthrie/Simon Raymonde - Bulgarian Voices also (Voix Bulgares) - Clan of Xymox - Cocteau Twins - Colourbox - Cuba - Cupol - Dance Chapter - Dead Can Dance - Dif Juz - The Fast Set - Frazier Chorus - Lisa Germano - Lisa Gerrard & Pieter Bourke | - B. C. Gilbert & G. Lewis - The Glee Club - Gus Gus - Rene Halkett & David Jay - His Name Is Alive - Rowland S. Howard & Lydia Lunch - In Camera - Insides - Matt Johnson - Lakuna - Last Dance - Liquorice - Lydia Lunch - Lush - M/A/R/R/S - Mass - Vinny Miller - Modern English - My Captains - Colin Newman - Питер Нотен/Майкл Брук - The Paladins - Pale Saints - The Past 7 Days - Piano Magic - Pixies - Psychotik Tanks | - Red Atkins - Red House Painters - Rema-Rema - Richenel - Scheer - Shox - Kendra Smith - Sort Sol - SpaceGhostPurrp - Spasmodic Caress - Spirea X - Spoonfed Hybrid - Starry Smooth Hound - Swallow - Tarnation - That Dog - The The - Thievery Corporation - This Mortal Coil - Throwing Muses - 23 Envelope - Ultra Vivid Scene - Underground Lovers - Unrest - Vaughan Oliver и v23 (и 23 Envelope) - The Wolfgang Press - Xmal Deutschland - Hans Zimmer & Lisa Gerrard - Grimes |